# لوسیتانوسور
لوسیتانوسور (نام علمی: Lusitanosaurus) نام یک سرده از راسته پرنده‌کفلان است.